# Гай-Бридж (Нью-Джерсі)
Гай-Бридж (англ. High Bridge) — місто (англ. borough) в США, в окрузі Гантердон штату Нью-Джерсі. Населення — 3546 осіб (2020).

## Географія
Гай-Бридж розташований за координатами 40°40′11″ пн. ш. 74°53′26″ зх. д. / 40.66972° пн. ш. 74.89056° зх. д. (40.669591, -74.890548).  За даними Бюро перепису населення США в 2010 році місто мало площу 6,30 км², з яких 6,19 км² — суходіл та 0,11 км² — водойми.

### Клімат
| Клімат : Гай-Бридж | Клімат : Гай-Бридж | Клімат : Гай-Бридж | Клімат : Гай-Бридж | Клімат : Гай-Бридж | Клімат : Гай-Бридж | Клімат : Гай-Бридж | Клімат : Гай-Бридж | Клімат : Гай-Бридж | Клімат : Гай-Бридж | Клімат : Гай-Бридж | Клімат : Гай-Бридж | Клімат : Гай-Бридж | Клімат : Гай-Бридж |
| Показник | Січ.               | Лют.               | Бер.               | Квіт.              | Трав.              | Черв.              | Лип.               | Серп.              | Вер.               | Жовт.              | Лист.              | Груд.              | Рік                |
| Середній максимум, °C | 2,8                | 5,0                | 10,0               | 16,7               | 22,2               | 27,2               | 29,4               | 28,3               | 25,0               | 18,3               | 12,2               | 5,6                | 16,9               |
| Середній мінімум, °C | −7,2               | −5,6               | −2,2               | 3,3                | 8,3                | 13,9               | 16,7               | 16,1               | 11,7               | 5,0                | 0,6                | −3,9               | 4,7                |
| --- | ------------------ | ------------------ | ------------------ | ------------------ | ------------------ | ------------------ | ------------------ | ------------------ | ------------------ | ------------------ | ------------------ | ------------------ | ------------------ |
| Джерело: <Weather.com >Архівована копія. High Bridge, NJ (08829). Weather.com. 2016. Архів оригіналу за 16 вересня 2016. Процитовано 15 вересня 2016.{{cite web}}: Обслуговування CS1: Сторінки з текстом «archived copy» як значення параметру title (посилання) |                    |                    |                    |                    |                    |                    |                    |                    |                    |                    |                    |                    |                    |

## Демографія
Згідно з переписом 2010 року, у селищі мешкало 3648 осіб у 1418 домогосподарствах у складі 1004 родин. Було 1481 помешкання
Расовий склад населення:
| - 93,2 % — білих - 3,2 % — азіатів - 1,3 % — чорних або афроамериканців - 0,2 % — корінних американців |

До двох чи більше рас належало 1,4 %. Частка іспаномовних становила 6,0 % від усіх жителів.
За віковим діапазоном населення розподілялося таким чином: 24,3 % — особи молодші 18 років, 67,1 % — особи у віці 18—64 років, 8,6 % — особи у віці 65 років та старші. Медіана віку мешканця становила 39,9 року. На 100 осіб жіночої статі у селищі припадало 101,2 чоловіків;  на 100 жінок у віці від 18 років та старших — 101,4 чоловіків також старших 18 років.
Середній дохід на одне домашнє господарство  становив 107 002 долари США (медіана — 81 250), а середній дохід на одну сім'ю — 114 700 доларів (медіана — 102 821). Медіана доходів становила 90 913 долари для чоловіків та 51 543 долари для жінок. За межею бідності перебувало 2,7 % осіб, у тому числі 1,2 % дітей у віці до 18 років та 0,0 % осіб у віці 65 років та старших.
Цивільне працевлаштоване населення становило 1784 особи. Основні галузі зайнятості: освіта, охорона здоров'я та соціальна допомога — 21,5 %, виробництво — 10,9 %, мистецтво, розваги та відпочинок — 10,8 %.